# Egon

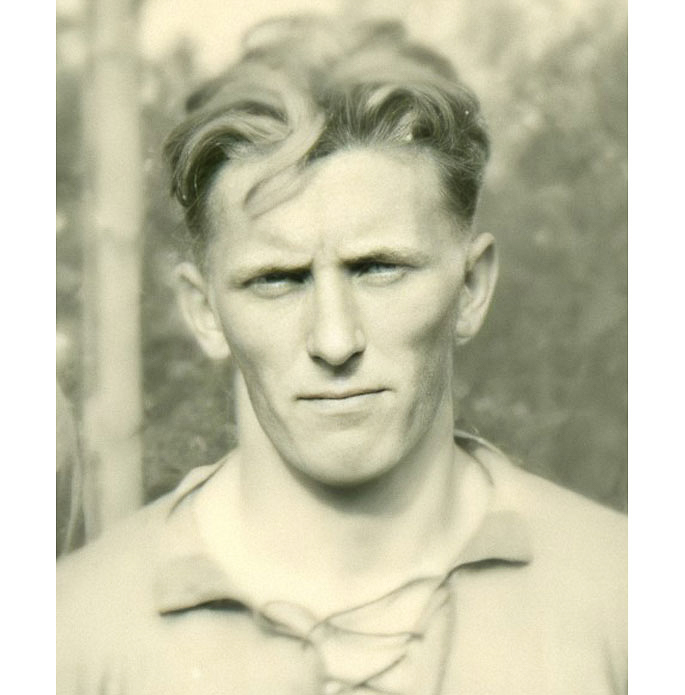
Egon Jönsson

Egon är ett mansnamn med flera möjliga ursprung: dels tyskt, Egwin, som är sammansatt av Eg 'egg, svärd' och win 'vän', dels motsvarande det grekiska namnet Aigon, bildat från Aix 'get'.
Äldsta belägget i Sverige är från år 1839.  
Namnet var förr populärt bland tysk adel, och det kom till Sverige på 1800-talet. Sin storhetsperiod hade det från 1910-talet och till 1930-talet, men det sjönk snabbt under decennierna efter andra världskriget. Det har sedan dess mest givits som andranamn, men de senaste åren har det ökat som tilltalsnamn bland nyfödda pojkar.
Det fanns 31 december 2007 totalt 6 718 personer i Sverige med förnamnet Egon, varav 1 724 hade det som tilltalsnamn/förstanamn. År 2003 fick 33 pojkar namnet, varav 10 fick det som tilltalsnamn.
Namnsdag: 11 mars, (1986–2000: 10 februari).

## Personer med namnet Egon
- Egon Adeström, bandyspelare
- Egon Bahr, tysk politiker
- Egon Bondy, tjeckisk filosof och författare
- Egon Engström, skådespelare
- Egon Jönsson, fotbollsspelare, VM-brons 1950
- Egon Erwin Kisch, österrikisk-tjeckoslavisk journalist och författare
- Egon Kjerrman, kapellmästare och allsångsledare
- Egon Krenz, DDR-politiker
- Egon Larsson, skådespelare
- Egon Mathiesen, dansk konstnär och barnboksförfattare
- Egon Schiele, österrikisk konstnär
- Egon Svensson, brottare, OS-silver 1936
- Egon von Vietinghoff, tysk-schweizisk konstnär

## Fiktiva figurer
- Egon Spengler, fiktiv figur i Ghostbusters
- Egon Olsen, fiktiv figur i danska filmserien Olsen-banden, samt dess norska motsvarighet Olsenbanden
- Egon, en fiktiv person som återkommer i De Lyckliga Kompisarnas låtar